# ジニー・イン・ア・ボトル
「ジニー・イン・ア・ボトル」 (Genie in a Bottle) は、アメリカ合衆国のシンガーソングライターのクリスティーナ・アギレラの楽曲。

## 概要
この楽曲は、彼女のデビューアルバムである『クリスティーナ・アギレラ』に収録された曲で、同アルバムから最初のシングルとして1999年6月22日にリリースされた。
各国の週間シングルチャートでは、全米のBillboard Hot 100で5週連続1位を記録。全英シングルチャートを始め、カナダ、オーストリア、デンマーク、ノルウェー、ベルギーなどで1位、オーストラリア、ドイツ、アイルランド、オランダ、ニュージーランド、スイスで2位、フランスで3位を記録するなどした。
日本では、観月ありさによるこの曲のカバー曲である『Love Potion』がリリースされた。